# Richard G. Stern
Pour les articles homonymes, voir Stern.
Ne doit pas être confondu avec Richard Martin Stern.
Richard G. Stern, né à New York le 25 février 1928 et mort le 24 janvier 2013 à Tybee Island en Géorgie (États-Unis), est un romancier, nouvelliste et essayiste américain.

## Biographie
Il étudie à l'université de Caroline du Nord à Chapel Hill et à l'université Harvard, où il obtient une maîtrise en littérature anglaise. En 1949, il enseigne en France. De 1950 à 1951, il travaille comme chargé de cours à l'université de Heidelberg et en 1954, il obtient son doctorat de l'université de l'Iowa. De 1955 à 2002, il enseigne à l'université de Chicago.
Il publie en 1960 son premier roman, Golk, suivi d'autres romans, des recueils de nouvelles et des essais.
Il a été un ami des écrivains Samuel Beckett, Ezra Pound, Robert Lowell, Lillian Hellman et de l'argentin Jorge Luis Borges.

## Œuvre

### Romans
- Golk (1960)
- Europe or Up and Down with Baggish and Schreiber (1961)
- In Any Case (1962)
- Stitch (1965)
- Other Men's Daughters (1973) Publié en français sous le titre Les Filles des autres, traduit par Georges-Michel Sarotte, Paris, Presses de la Renaissance, « Les Romans étrangers » no 40, 1988 ; réédition, Paris, 10/18 no 2389, 1993
- Natural Shocks (1978) Publié en français sous le titre Chocs naturels, traduit par Armand Himy, Paris, Presses de la Renaissance, « Les Romans étrangers » no 54, 1990
- A Father's Words (1986)
- Pacific Tremors (2001)

### Recueils de nouvelles
- Packages (1980)
- Noble Rot (1988)
- Shares and Other Fictions (1992)
- Almond to Zhoof (2004)

### Essais
- The Books in Fred Hampton’s Apartment (1973)
- One Person and Another : On Writers and Writing (1993)
- What is What Was (2002)

### Autre publication
- A Sistermony, livre de souvenirs sur sa sœur Ruth, et son décès d'un cancer